# Edifici El Colom
L'Edifici El Colom és una casa amb elements eclèctics i modernistes de Cadaqués (Alt Empordà) inclosa a l'Inventari del Patrimoni Arquitectònic de Catalunya.

## Descripció
Casa exempta amb jardí situada a l'Avinguda Rahola,11.
L'edifici consta de planta baixa, dos nivells i una torre, amb una coberta plana coronada per un terrat i la coberta de la torre és de secció piramidal. La composició de les façanes és força simètrica, trencada per les presència de dues torres, una de més prominent que l'altra. La torre principal és un element referencial i una fita visual del paisatge. Presenta una planta octogonal al llarg de tota l'alçada -des de la planta baixa fins al remat- i es conclou amb una coberta piramidal revestida exteriorment de pissarra. Els acabats exteriors estan pintats en salmó i ocre. El jardí que envolta la casa és destacable de tot el conjunt i, no es podria entendre un element sense l'altre. L'accés a la propietat s'estableix des de l'Avinguda de Víctor Rahola, a partir d'una porta, disposada centralment per l'eix de la finca. Aquesta escalinata supera el desnivell, mitjançant la disposició, a banda i banda, de terrasses que conformen el jardí històric modernista. Al final de l'escala i centralment es troba l'edifici del Colom, amb la seva façana principal, per un té l'accés. L'arbrat del jardí, realitzat majoritàriament amb cupresus macrocarpa, és característic d'una època determinada, entre els anys 1900 i 1920. En l'actualitat aquest tractament no es realitza com a valor unitari. Ara aquestes espècies, sobretot arbòries, no es planten i és per això que representen una època associada i inseparable de l'etapa en què es forma la finca.
Una sèrie d'elements geològics, arquitectònics i ambientals configuren la imatge característica del nucli: la llicorella grisa, les oliveres i les garrigues verdes, les terrasses fetes amb parets seques de gran perfecció que s'enfilen fins a les carenes i, sobretot, les cases blanques.